# Anadenobolus arboreus
Anadenobolus arboreus är en mångfotingart som först beskrevs av Henri Saussure 1859.  Anadenobolus arboreus ingår i släktet Anadenobolus och familjen Rhinocricidae.

## Underarter
Arten delas in i följande underarter:
- A. a. arboreus
- A. a. gundlachi
- A. a. krugi